# Шемс ед-Дін
Шемс ед-Дін (тур. Şemseddin Bey; д/н — 1352) — 10-й бей Караманідів в 1350—1352 роках. Відомий також як Шемс ед-Дін.

## Життєпис
Син Ібрагім-бея. Дата народження невідома. Після загибелі брата Ахмет-бея успадкував трон. Продовжив боротьбу з монголами. Втім діяв невдало, оскільки невдовзі зазнав поразки від Ала ад-Діна Еретни, монгольського намісника Анатолії, який захопив Конью. Тому переніс столицю до Караману. Інший мингольський нойон Ісмаїл-ага захопив в Караманідів місто бейшехір.
За свідченням історика Шемс ед-Діна було отруєно братом Караманом. Втім в гробниці він значиться як мученик. Тому вважається, що цей бей загинув у війні з монголами. Спадкував владу стрийко Муса.